# Street of Dreams
«Street of Dreams» es una canción del grupo de hard rock estadounidense Guns N' Roses, pertenece a su sexto álbum de estudio Chinese Democracy, es la cuarta canción en el tracklist y el tercer sencillo del álbum, fue liberado como tal el 7 de diciembre del 2008. La canción fue escrita líricamente por el líder de la banda y vocalista Axl Rose, en tanto el bajista Tommy Stinson y el tecladista Dizzy Reed aportaron algunas de las melodías de guitarra, contrabajo y piano.
Inmediatamente después de su lanzamiento como sencillo se ubicó en los charts canadienses.
Durante las giras de Guns N' Roses entre 2001-2008, antes del lanzamiento del álbum, la canción era tocada pero bajo el nombre de "The Blues", pero se cambió el nombre para el disco.